# Tetis (satèl·lit)
Tetis és el cinquè satèl·lit més gros de Saturn. Va ser descobert per Giovanni Cassini el 1684.

## Nom
Tetis és un dels quatre satèl·lits de Saturn descoberts per Giovanni Cassini entre 1671 i 1684. Els altres són: Jàpet, Rea i Dione. Cassini els va batejar amb el nom llatí de Sidera Lodoicea (estrelles de Lluís), en honor del rei Lluís XIV de França. Però els astrònoms van seguir el costum habitual a l'època de designar els satèl·lits amb el nom del planeta seguit d'un numeral romà. A Tetis se li va assignar el nom de Saturn III per ser el tercer satèl·lit de Saturn, si se seguia l'ordre del més proper al més llunyà al planeta. Aquest nom encara es continua utilitzant avui dia, a pesar que s'han descobert altres satèl·lits entre Saturn i l'òrbita de Tetis, de manera que ja no és el tercer satèl·lit sinó l'onzè.
Molts anys més tard, el 1847, John Herschel, fill de William Herschel, va proposar que els satèl·lits de Saturn rebessin els noms dels Titans i les Titànides de la mitologia grega, germans i germanes de Cronos (Saturn en la mitologia romana). Tetis era una Titànide i una deessa del mar, germana i esposa d'Oceà.

## Característiques
Tetis és un cos glaçat, semblant en naturalesa a Dione i a Rea. La seva densitat és pròxima a la de l'aigua i la temperatura a la superfície és de 86 K (-187 °C), pel que es pensa que està compost, principalment, per gel d'aigua. Comparteix la seva òrbita amb els petits satèl·lits troians Telesto i Calipso, que es troben en els seus punts de Lagrange L4 i L5, respectivament. Es troba en rotació síncrona, per tant el seu període orbital és el mateix que el seu període de rotació. Va ser visitat per la sonda Voyager 2 el 1981 i més recentment per la nau Cassini, la qual va realitzar un sobrevol a 1.500 km de Tetis el 24 de setembre de 2005.

### Superfície

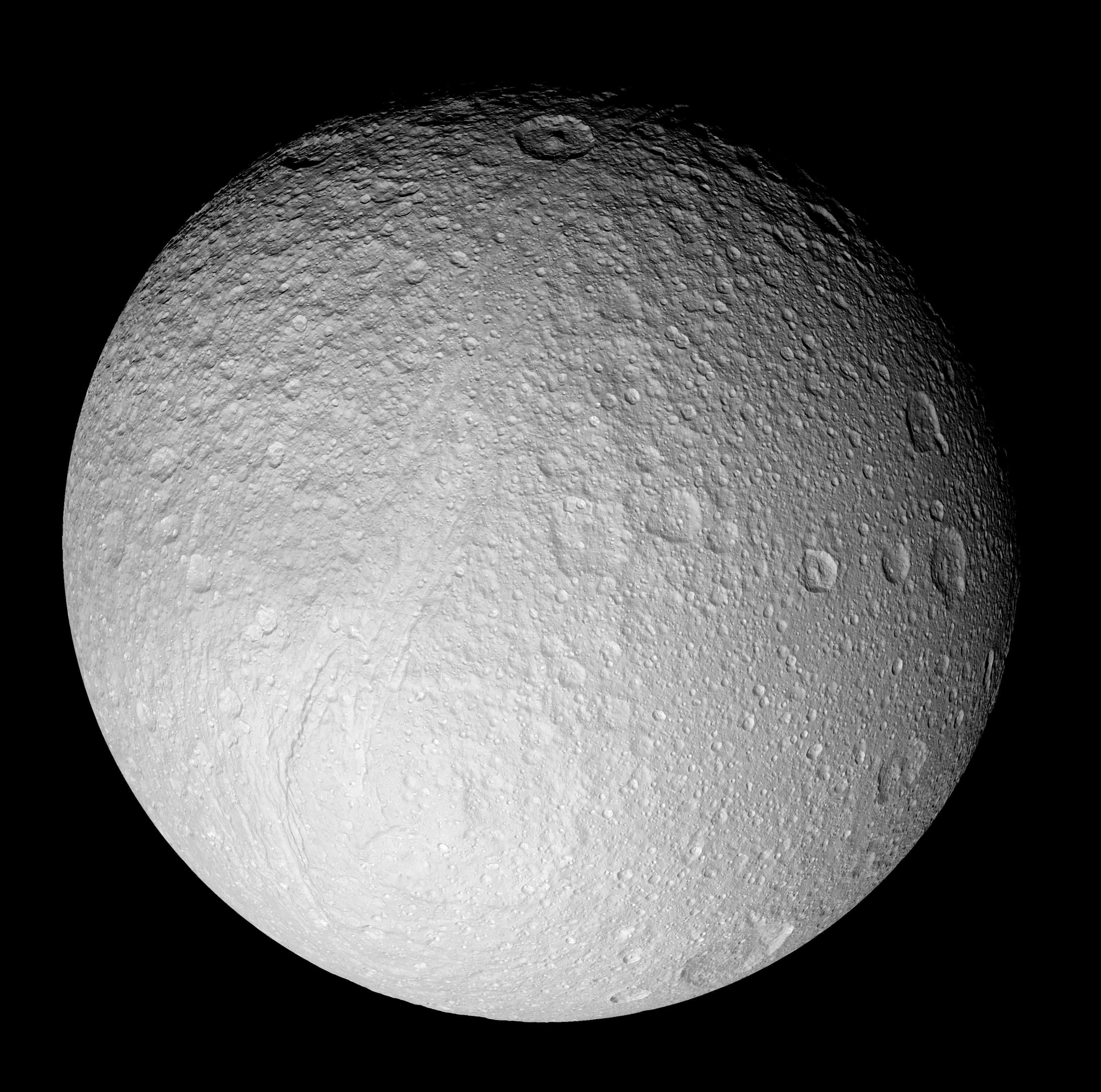
Pol sud de Tetis. Travessant la imatge de dalt a baix, es pot veure Ithaca Chasma, una enorme vall que recorre 3/4 parts del satèl·lit. (imatge de la sonda Cassini).

La superfície de Tetis està densament coberta de cràters i conté nombroses esquerdes causades per falles en el gel. Travessant les regions cobertes de cràters, hi ha un cinturó de color més fosc i poc caracteritzat, cosa que indica que Tetis va ser internament actiu en el passat, fent que parts del seu interior ressorgissin a la superfície. La causa exacta del color fosc del cinturó és desconeguda però una possible interpretació ha estat proporcionada per les imatges preses per la sonda Galileo dels satèl·lits jovians Ganimedes i Cal·listo. Aquests dos cossos tenen, en els casquets polars, petits dipòsits de gel en les pendents encarades al pol de milers de petits cràters. Des d'una certa distància els casquets es veuen blanquinosos degut als mils de petites parcel·les de gel que no es poden distingir una a una. La superfície de Tetis podria estar formada d'una forma semblant, els casquets polars contenen petites parcel·les de gel que donen una aparença més clara al terreny i la zona fosca es troba al mig.
L'hemisferi occidental de Tetis està dominat per un enorme cràter d'impacte anomenat Odysseus. Té 400 km de diàmetre, gairebé 2/5 del diàmetre de Tetis (1.073 km). Quan el cràter es va formar devia tenir un alt anell de muntanyes i els pics centrals típics dels cràters de la Lluna i Mercuri però actualment és força pla (o més precisament està conformat amb la forma esfèrica de Tetis), com els cràters de Cal·listo. Això és degut probablement a l'enfonsament de la fràgil crosta de gel de Tetis al llarg de milions d'anys. Que l'impacte que va crear un cràter així no destruís completament Tetis implica que en aquell època el material que forma el satèl·lit no era encara gaire sòlid sinó més aviat líquid.
El segon gran tret de la superfície de Tetis és una enorme vall anomenada Ithaca Chasma. S'estén al llarg de 2.000 km, aproximadament 3/4 de la circumferència de Tetis, té 100 km d'ample i entre 3 i 5 km de fons. Es pensa que Ithaca Chasma es va formar quan l'aigua líquida interna de Tetis es va solidificar, fent que la lluna s'expandís i trenqués la superfície per acomodar el volum extra a l'interior. Cràters antics d'abans que Tetis se solidifiqués van ser probablement esborrats per l'activitat geològica. Hi ha una altra teoria sobre la formació d'Ithaca Chasma: quan l'impacte que va causar el gran cràter Odysseus va tenir lloc, l'ona de xoc va viatjar a través de Tetis i va fracturar la superfície gelada de l'altre costat del satèl·lit.